# Abisoye Ajayi-Akinfolarin
Pour les articles homonymes, voir Ajayi.
Abisoye Ajayi-Akinfolarin, née Abisoye Abosede Ajayi le 19 mai 1985 à Akure au Nigeria, est une entrepreneure sociale nigériane défenseure des femmes et des filles. Elle est la fondatrice de la Pearls Africa Youth Foundation, une organisation non-gouvernementale visant à éduquer les jeunes filles des régions mal desservies du Nigeria et à leur donner des compétences technologiques. Le 1er novembre 2018, Ajayi-Akinfolarin est nommée l'une des dix héros CNN de l'année. Plus tard ce mois-là, elle est répertoriée comme l'une des 100 Women de la BBC.

## Enfance et éducation
Abisoye est née à Akure, la capitale de l'État d'Ondo au Nigeria. Elle fait ses études à l'Institut nigérian des technologies de l'information (NIIT) puis à l'Université de Lagos, où elle obtient un BSc en administration des affaires.

## Carrière professionnelle
Ajayi-Akinfolarin a commencé sa carrière en travaillant pour E.D.P. Audit and Security Associates. Elle travaille pour l'entreprise pendant sept ans, en commençant comme stagiaire puis en étant promue en tant que consultante associée. En travaillant dans la technologie, Ajayi-Akinfolarin découvre un grand écart entre les genres. Une enquête gouvernementale menée au Nigeria en 2013 révèle que moins de 8% des femmes occupe des postes professionnels, de gestion et technologiques.
Ajayi-Akinfolarin fonde en 2012 la Pearls Africa Youth Foundation, une organisation non gouvernementale qui aide les filles à développer des compétences technologiques à travers divers programmes, notamment GirlsCoding, GC Mentors, GirlsInSTEM et Empowered Hands,. Depuis 2012, l'organisation a formé plus de 400 jeunes femmes au codage.

## Prix et reconnaissance
- CNN Heroes, 2018
- BBC 100 Women, 2018[5]
- Prix ONE Women of the Year 2018[6]